# Resolució 2205 del Consell de Seguretat de les Nacions Unides
La Resolució 2205 del Consell de Seguretat de les Nacions Unides fou adoptada per unanimitat el 26 de febrer de 2015. El Consell va ampliar el mandat de la Força Provisional de Seguretat de les Nacions Unides per a Abyei (UNISFA), regió a la frontera entre Sudan i Sudan del Sud, durant quatre mesos i mig fins al 15 de juliol de 2015.

## Contingut
Els esforços del Sudan i del Sudan del Sud per desmilitaritzar la Zona Fronterera Segura Demilitaritzada i per introduir el Mecanisme Conjunt de Vigilància de Fronteres i el Pla de la Unió Africana van quedar estancades. En part perquè Sudan del Sud no estava d'acord amb la línia de demarcació de la zona fronterera, manca temporal d'avions, denegacions d'accés a la regió i la situació de tensió prop de la ciutat de Kaduqli, al nord-est d'Abyei.
Les negociacions sobre l'estatut final d'Abyei havien de reprendre's immediatament. Els acords havien de ser implementats i establir administració i policia a la regió. Sudan també hauria de retirar la seva policia petroliera de Diffra. (Segons Sudan, aquesta policia hi estava present a les instal·lacions petrolíferes només perquè no tenia seguretat a la regió) Ambdues parts haurien d'actuar amb més restricció i negociació en comptes de provocar-se i optar per la violència
El mandat de la UNISFA es va estendre fins al 15 de juliol de 2015. La força de pau havia de proporcionar protecció al Mecanisme de Vigilància Fronterera i cooperar amb les comunitats Misseriya i Ngok Dinka a Abyei en el manteniment de l'ordre.